# Урухская
Уру́хская — станица в составе Георгиевского района (городского округа) Ставропольского края Российской Федерации. До 1 июня 2017 года являлась административным центром сельского поселения Урухский сельсовет.

## География
Станица расположена на правом берегу реки Золка, в 16 км к востоку от города Георгиевск и в 167 км к юго-востоку от Ставрополя.

## История
Название получила от реки Урух, на которой ранее располагалась станица. В 1873 году по Императорскому указу станица была переселена с реки Урух на реку Золка.
В 1910 году в станице значилось 304 двора с казачьим населением в 1,6 тыс. душ обоего пола. Им принадлежали 8,1 тыс. десятин земли, на каждого приходилось по 22 десятин. Станичники в основном занимались земледелием: выращивали пшеницу, кукурузу, ячмень, возделывали виноградники, сады, огороды, а также разводили домашний скот.
В Урухской строили деревянные, саманные и турлучные дома, крытые камышом, черепицей или железом. Казаки Василенко, Ворожбины, Нестеренко, Калитко на 5 парах волов перевезли из прежней станицы на р. Урух 11 срубленных домов и церковь Покрова Пресвятой Богородицы. Она была гордостью станичников. На мраморной доске, прикрепленной к церкви, красовались фамилии казаков Шудры и Лысенко, награждённых медалями за мужество.
В одежде урухских казаков было много элементов национальной одежды горцев. Носили черкески до колен из коричневого сукна, бешметы и шапки с верхом зелёного цвета, обязательно оружие: пистолет на зелёном шнуре и кинжал в ножнах.
В станице действовали 2 школы. Одна — министерская трехклассная, она содержалась на общественные средства. Для церковно-приходской школы общество нанимало квартиру и прислугу для учителя. Учились далеко не все. С началом полевых работ число учащихся сокращалось в обеих школах. В результате нерегулярного посещения школу оканчивали не более 50 % детей.
В марте 1918 года в округе была провозглашена Советская власть. Первым её органом стал ревком во главе с Головановым. Ревком исполнял Декрет о земле, вел борьбу с контрреволюцией, организовал заготовку продовольствия для армии. Главной же задачей ревкома было формирование отрядов Красной Армии. Среди участников гражданской войны известны имена И. К. Чобы, И. С. Твердохлебова, Я. С. Красникова, М. И. Мельникова, А. Сухно.
В 1918 году избран станичный совет. Земельная комиссия приступила к наделению бедноты землей. Семьи из 5-6 чел. получили по 15-17 десятин. В начале 1919 года на территории района появились белые. Беднота отстаивала Советскую власть. Богатые казаки, имевшие крупные владения, продолжали оказывать сопротивление, уходили в банды, действовавшие до 1921 года.
После гражданской войны хозяйство восстанавливалось долго и трудно. В 1922—1929 годах за Урухской закрепили примерно 10—11 тыс. га пахотных и целинных земель. Обрабатывалось и засевалось только 50—55 %. Хозяйств здесь было 350. Они имели 850 голов крупного рогатого скота, 770 лошадей, 1,5 тыс. овец и коз. У состоятельных хозяев имелся инвентарь: плуги, сеялки, косилки, молотилки.
В 1928 году в станице организовали два ТОЗа: «Красная нива» и «Рассвет». Вскоре они объединились в одну артель «Большевик», включившую 450 дворов из 576 имеющихся. В 1930 году был организован колхоз «Рассвет» (с 1943 года колхоз им. С. М. Кирова).
Во время коллективизации зажиточные крестьянские хозяйства подверглись раскулачиванию. В 1933 года станица перенесла голод, унёсший многие жизни.
К концу 1930-х годах хозяйство окрепло, и трудовые успехи давали надежду на будущее. Но началась Великая Отечественная война, из Урухской было призвано на фронт 400 чел. 210 фронтовиков погибли. В память о героях войны в станице воздвигнут памятник. Заслуги станичников отмечены боевыми орденами и медалями.
С августа 1942 года до января 1943 года ст. Урухская находилась в оккупации. Захватчики установили здесь «новый порядок», назначили старшину и атамана. У жителей отбирали продукты, одежду, выгоняли их копать окопы. Колхозу был нанесен ущерб в 6,4 млн руб.
При освобождении станицы от оккупантов в январе 1943 года погибли земляки В. С. Мякотин, А. А. Власенко, К. Е. Семичук, Я. А. Тупиченко, Н. М. Зеленский.
Восстановление хозяйства в послевоенные годы далось станичникам нелегко и продолжалось в течение 5-7 лет. В 1952 году был получен хороший урожай. Стал весомым колхозный трудодень, на каждый из них колхозники получили по 10 кг зерна. В колхозе начали заниматься овощеводством, пчеловодством, свиноводством, развивалось мясо-молочное животноводство. Высокие результаты достигнуты хозяйством в 1970-е гг., когда его возглавил М. П. Харченко. За 1976—1980 годах получили 34 тыс. т пшеницы, 6,7 тыс. ячменя, 2 тыс. т кукурузы. Многие труженики получили правительственные награды, среди них П. А. Тупиченко, В. В. Линников, И. Н. Иваженко, Т. А. Пищулина, Н. В. Старков, Е. А. Баркова, В. А. Лукашева, Е. А. Моргунова.
В станице построили трехэтажную школу на 520 мест, которую на протяжении 30 лет возглавлял А. М. Высочин. В 1968 году открыли амбулаторию.
В 1992 году колхоз им. Кирова был преобразован в АОЗТ «Урух». Хозяйство имеет 2 молочные фермы, свиноферму, сад и виноградник, получает хорошие урожаи зерновых, технических и бобовых культур.

## Население
| 1858  | 1870  | 1882  | 1890  | 1896  | 1910  | 1911  |
| ----- | ----- | ----- | ----- | ----- | ----- | ----- |
| 415   | ↗695  | ↗775  | ↗1040 | ↗1471 | ↗1600 | ↗1671 |
| 1914  | 1925  | 1989  | 2002  | 2010  | 2014  | 2021  |
| ↗2053 | ↗2363 | ↗2490 | ↗2857 | ↘2826 | ↘2700 | ↗2721 |
| 2023  |       |       |       |       |       |       |
| ↘2700 |       |       |       |       |       |       |

По данным переписи 2002 года, 93 % населения — русские.

## Инфраструктура
- Дом культуры

## Образование
- Детский сад № 20 «Ромашка»
- Средняя общеобразовательная школа № 18

## Памятники
- Братская могила советских воинов, погибших в борьбе с фашистами. 1942—1943, 1948 года[15]
- Памятник В. И. Ленину. 1965 год[16]